# International Association of Classification Societies
Die International Association of Classification Societies (abgekürzt: IACS) oder Internationale Vereinigung der Klassifizierungs-Gesellschaften ist der bedeutendste internationale Zusammenschluss von Klassifikationsgesellschaften. Sitz des Dachverbandes ist London.
Die IACS geht auf die in der Internationalen Freibordverordnung von 1930 getroffenen Empfehlungen zurück, in denen eine engere Zusammenarbeit der Klassifikationsgesellschaft zum Zweck der Vereinheitlichung der jeweiligen Beurteilungsgrundlagen zur Freibordverordnung angestrebt wurde.
Im Zuge der Umsetzung dieser Entschließung fungierte die Registro Italiano Navale im Jahr 1939 als erster Gastgeber einer Konferenz der Gesellschaften American Bureau of Shipping, Bureau Veritas, Det Norske Veritas, Germanischer Lloyd, Lloyd’s Register of Shipping und Nippon Kaiji Kyōkai. Eine weitere Konferenz im Jahr 1955 schloss zunächst mit der Aufstellung von Arbeitsgruppen, die schließlich im Jahr 1968 zur Gründung der IACS mit sieben Mitgliedern führte. Schon im darauf folgenden Jahr erlangte der Zusammenschluss den Beraterstatus der Internationalen Seeschifffahrts-Organisation (IMO). Als solche ist die IACS dort bis heute die einzige nichtstaatliche beratende Organisation, die gültige Regeln entwickeln und anwenden darf.
Als Folge von den Sanktionen gegen Russland betreffend dem russischen Überfall auf die Ukraine 2022 entschied das IACS-Gremium am 11. März 2022, dem langjährigen Mitglied Maritime Register of Shipping mit Sitz in Sankt Petersburg die Mitgliedschaft zu entziehen. Das Maritime Register of Shipping war seit 1969 Vollmitglied in der Vereinigung.

## Mitglieder
Nachfolgende Klassifikationsgesellschaften sind aktuell Mitglied:
| Mitglied                     | Abkürzung | Gegründet | Geschäftssitz |
| ---------------------------- | --------- | --------- | ------------- |
| Lloyd’s Register             | LR        | 1760      | London        |
| Bureau Veritas               | BV        | 1828      | Paris         |
| Hrvatski Registar Brodova    | CRS       | 1858/1949 | Split         |
| Registro Italiano Navale     | RINA      | 1861      | Genua         |
| American Bureau of Shipping  | ABS       | 1862      | Houston       |
| DNV GL                       | DNV GL    | 1864      | Oslo          |
| Nippon Kaiji Kyōkai          | NKK       | 1899      | Tokio         |
| Polski Rejestr Statków       | PRS       | 1936      | Gdańsk        |
| China Classification Society | CCS       | 1956      | Shanghai      |
| Korean Register of Shipping  | KR        | 1960      | Busan         |
| Indian Register of Shipping  | IRClass   | 1975      | Mumbai        |